# I pazzi per progetto

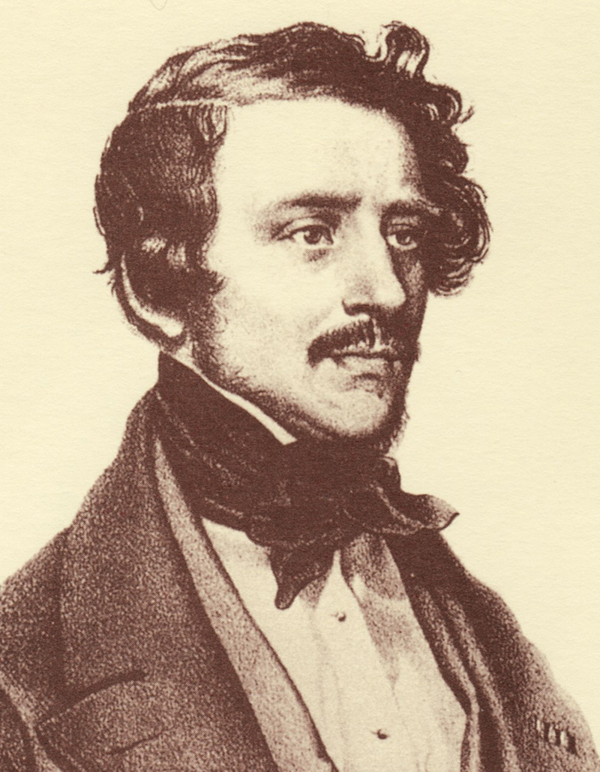
Gaetano Donizetti.

I pazzi per progetto (Dårarnas projekt) är en opera i en akt med musik av Gaetano Donizetti och libretto av Domenico Gilardoni.

## Historia
Operan hade premiär den 7 februari 1830 på Teatro del Fondo i Neapel.

## Personer
- Darlemont, direktör för ett mentalsjukhus och Norinas farbror (bas)
- Norina, Blinvals hustru (sopran)
- Blinval, överste (basbaryton)
- Cristina, en ung flicka och förälskad i Blinval (mezzosopran)
- Venanzio, en sur gammal man och Cristinas förmyndare (bas)
- Eustachio, trumpetare i Blinvals regemente (baryton)
- Frank, Darlemonts tjänare (basbaryton)

## Handling
Darlemont driver ett mentalsjukhus i Paris. Hans brorsdotter Norina anländer med sin make Blinval, som har kommit bort från sitt regemente. Båda utger sig för att vara galna för att testa den andres trohet. Bland de andra intagna finns Frank (Darlemonts komiske tjänare), trumpetaren Eustachio (som tror att han är doktor) och Cristina som är förälskad i översten. Hennes förmyndare Venanzio hotar med att få henne inlagd så att han kan lägga vantarna på hennes pengar. I slutet ordnar allt upp sig och Blinval och Cristina förenas.